# Wormser Hof (Bad Wimpfen)

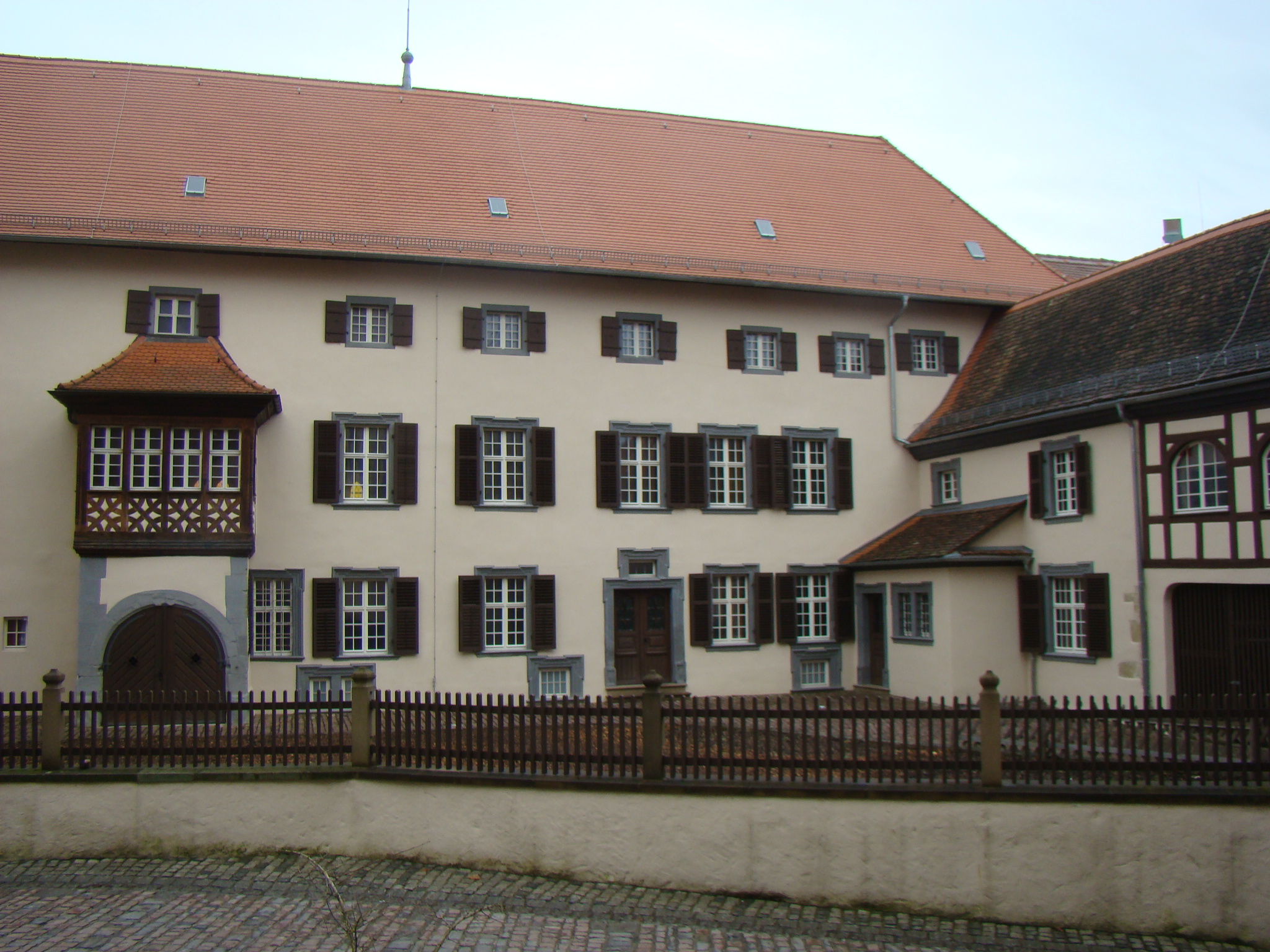
Wormser Hof in Bad Wimpfen, Blick in den Innenhof mit frühgotischem und romanischem Teil des Hauptbaus und ältestem Teil des Ostflügels

Der Wormser Hof in Bad Wimpfen ist ein ehemaliger Wohn- und Amtssitz von Amtleuten des Bistums Worms. Der nahe der Pfalz Wimpfen und direkt bei der Stadtkirche gelegene Hof entstand wie die Pfalz um das Jahr 1200, wurde im 16. Jahrhundert bedeutend erweitert und geht in seiner heutigen Gestalt im Wesentlichen auf Umbauten und Barockisierung im 18. Jahrhundert sowie weitere Umbaumaßnahmen in der Zeit um 1900 zurück.

## Geschichte

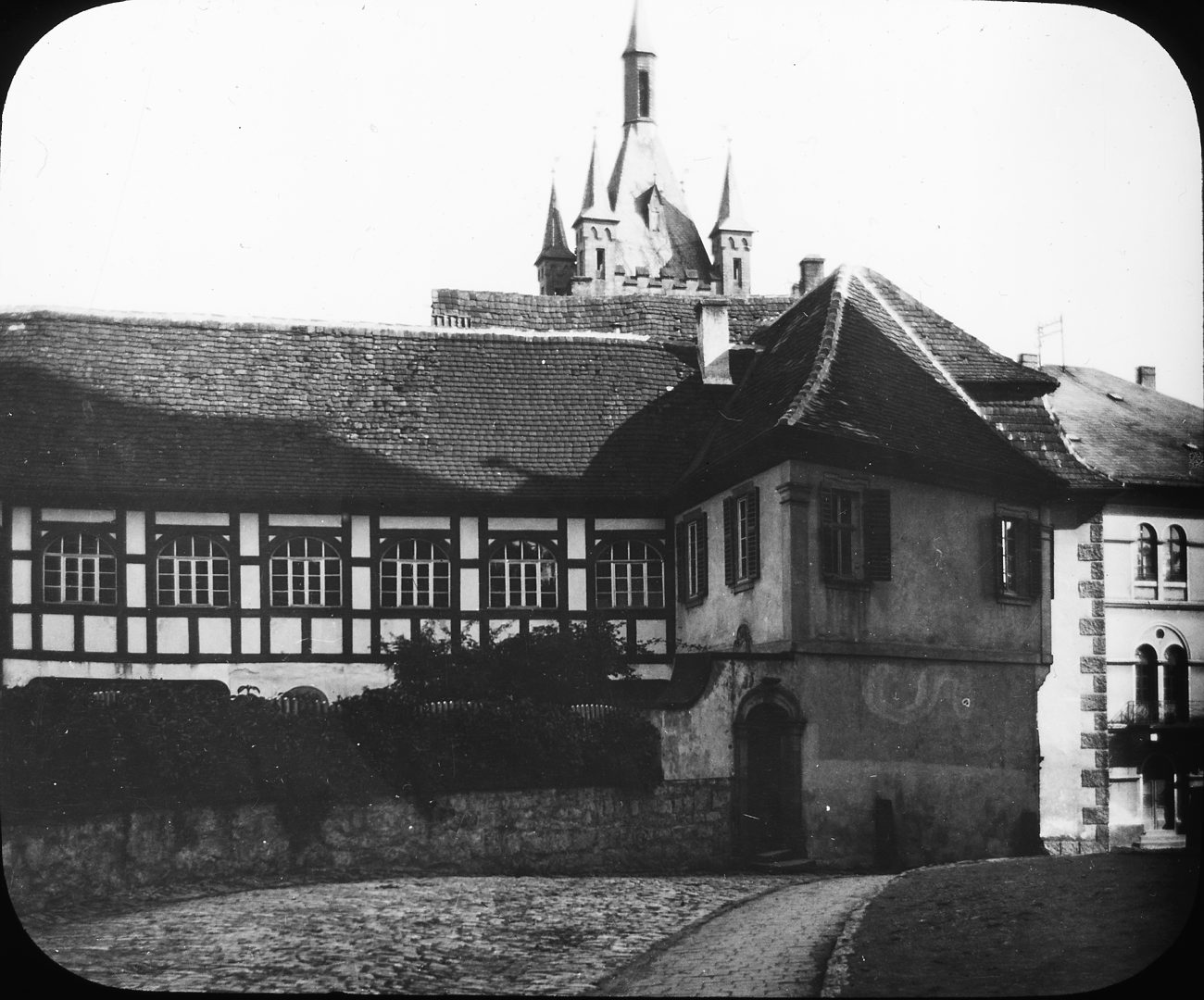
Ostflügel und Torhaus des Wormser Hofs 1901

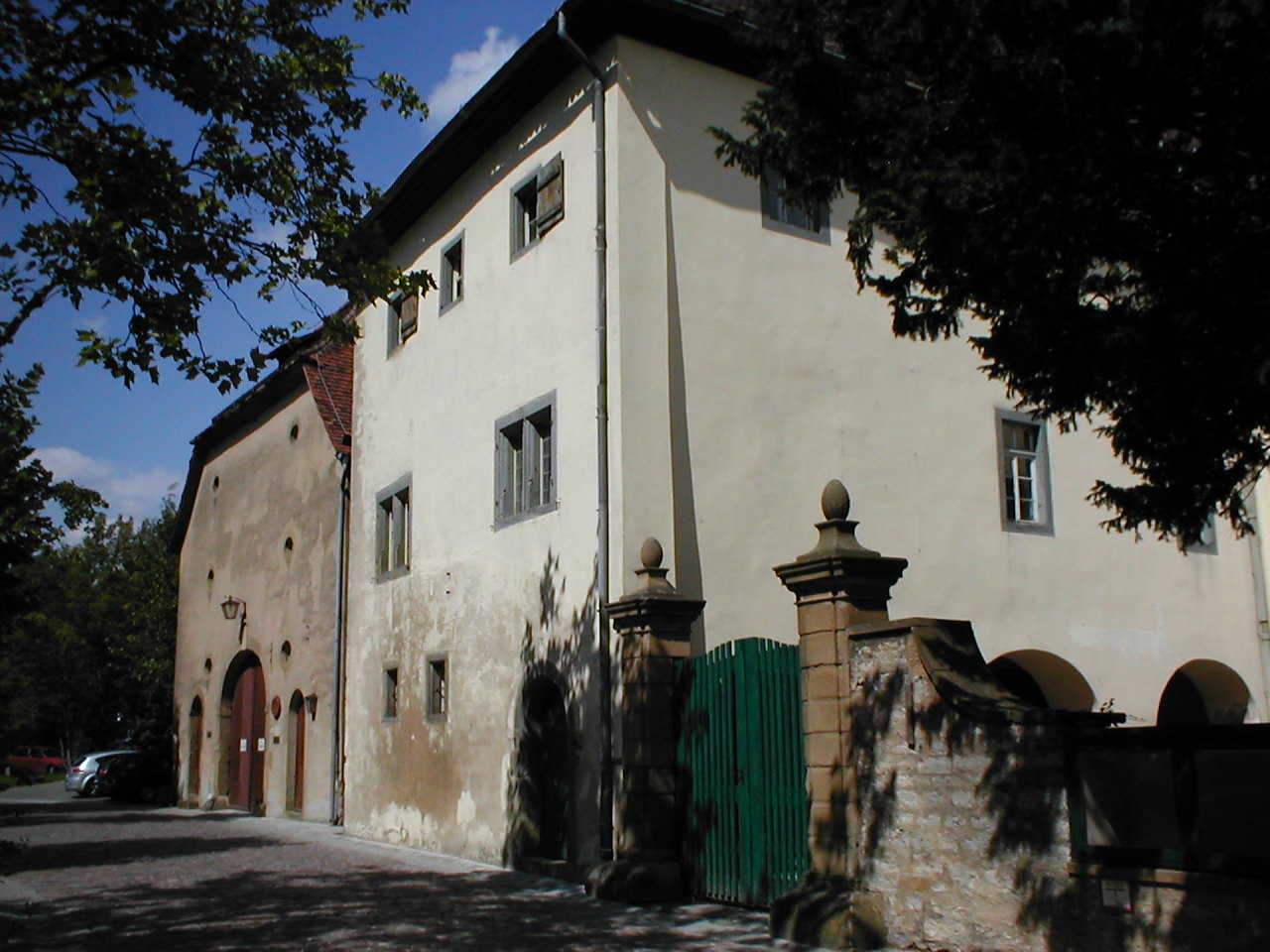
Westflügel („Renaissancebau“) und Zehntscheuer des Wormser Hofes vor der Sanierung (2006)

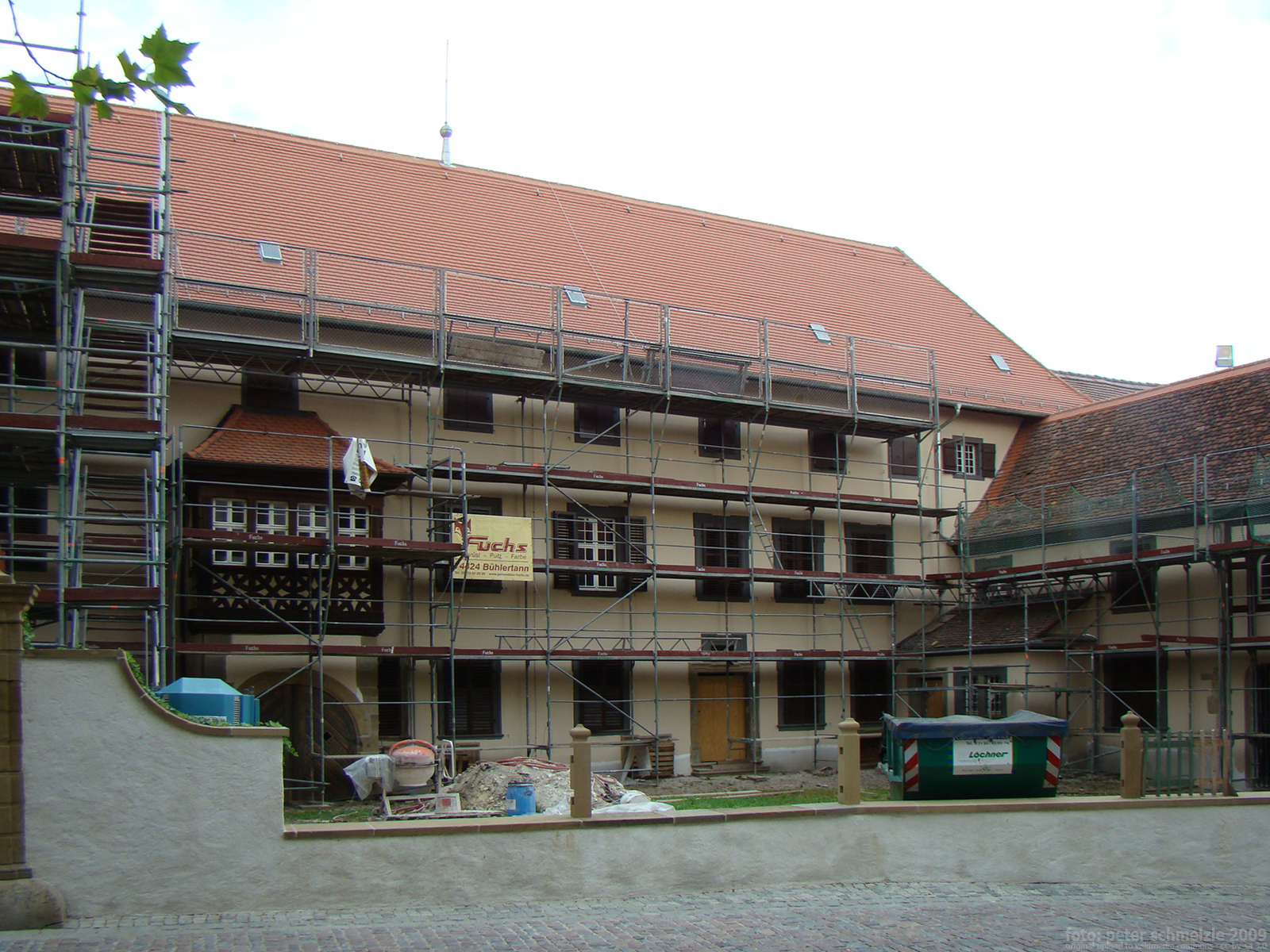
Wormser Hof, Innenhof während Sanierung (Sommer 2009)

Der Wormser Hof in Wimpfen am Berg entstand im späten 12. Jahrhundert ungefähr gleichzeitig mit der dortigen Kaiserpfalz als ein Wohn- und Verwaltungssitz für Amtleute des Bistums Worms. Wegen seiner spitzbogigen Doppelfenster, die auf den Stil des 1181 fertiggestellten Wormser Doms zurückgehen, datiert man den Wormser Hof im Kern etwas jünger als die Pfalz, die noch keine Fenster dieses Typs aufweist und schon in der Mitte des 12. Jahrhunderts begonnen wurde. Der Hof schließt in geringer Entfernung nordwestlich an die Pfalz an. Das Bistum Worms hatte bis zur Stauferzeit großen Besitz in Wimpfen, hatte diesen jedoch an die Stauferkaiser abtreten müssen, die daraufhin dort ihre Pfalz errichteten. Nicht bekannt ist, ob es bereits einen älteren Wohn- und Verwaltungssitz des Bistums gegeben hatte, der im Zusammenhang mit dem Bau der Pfalz dann von seiner alten Stelle an seinen jetzigen Standort verlegt wurde, oder ob ein solcher erstmals mit dem Bau der Pfalz entstand. 
Durch seine Nähe zur Pfalz, durch seine Fernwirkung im Neckartal und durch seine schiere Größe wird der Wormser Hof auch als Machtdemonstration des Bistums Worms betrachtet. Eine Nutzung der Anlage als Bischofspfalz wird vermutet, für 1254 ist ein Aufenthalt von Bischof Richard von Daun belegt. Im Hof wohnten Wormser Amtleute sowie zeitweilig auch die Pfarrer der ihm südwestlich gegenüberliegenden Stadtkirche Bad Wimpfen.
Die Kirche wurde von den Zehnteinnahmen des Wormser Hofs unterhalten und war zugleich die Kapelle des Hofes, da eine solche innerhalb des Hofes nicht nachgewiesen ist. Die Pfarrer arbeiteten auch in der Verwaltung des Hofes mit.
Der Wormser Hof ist im Kern älter als die Ummauerung der Bergstadt. Die Bergstadt wird noch bis 1232 als villa (ungefestigtes Dorf) bezeichnet, erste Hinweise auf eine Ummauerung gibt es ab 1223, sicher ummauert war die Bergstadt beim Bau des Dominikanerklosters nach 1260. Der Kernbau des Wormser Hofs stand wohl zunächst als zweigeschossiges Gebäude frei, nach dem Bau der Stadtmauer führte dann um 1300 ein Wehrgang durch das inzwischen um den frühgotischen Bau verlängerte und um zwei Geschosse erhöhte Gebäude, dessen nördliche Mauern damit, ähnlich wie bei einigen Gebäuden der Kaiserpfalz, zugleich ein Teil der Wehrmauer der Bergstadt waren.
Bedeutend umgebaut und vergrößert wurde das Anwesen in der Amtszeit des geistlichen Verwalters Bartholomäus Schick ab 1551, wovon noch eine Inschrift über einem der Portale des Hauptgebäudes und eine Datierung von 1566 künden. Zu jener Zeit entstanden der zunächst zweistöckig erbaute Westflügel und Teile des Ostflügels.
Im Dreißigjährigen Krieg schenkte König Gustav Adolf nach der Einnahme von Wimpfen den Wormser Hof am 2. Februar 1632 der Stadt. Im Oktober 1634 wurde der Hof an das Bistum Worms zurückgegeben. Bis auf Reparaturen nach den Kriegszeiten sind keine größeren Baumaßnahmen im 17. Jahrhundert bekannt.
Im frühen 18. Jahrhundert wurden das Torhaus ausgebaut und der daran anschließende Bau des Ostflügels errichtet, das Bauholz wurde gemäß dendrochronologischer Untersuchungen 1707/08 geschlagen. Wenige Jahre später, aber immer noch in der Amtszeit des Amtmanns Franz Olinger, wurden 1716/17 die älteren Gebäude (dreiteiliges Hauptgebäude und Renaissancebau) vollständig entkernt und umfangreich modernisiert. Sie erhielten durch neue Decken ein verändertes Fußbodenniveau, neue Innenwände und ein einheitliches Dach, für das man die Traufseiten durch Aufmauerungen angeglichen hat. Auch die Fenstersituation zum Innenhof wurde vollständig verändert, indem die Wohnräume im ersten Obergeschoss neue rechteckige Fenster mit profilierten geohrten Werksteinrahmen erhielten und die weiteren Fenster zum Hof rechteckig angepasst und vermutlich durch Fassadenmalereien den Schmuckrahmen angeglichen wurden. An der Nordfassade zum Neckar hin wurde ein Sommererker angebracht. Neben der grundlegenden Veränderung im Gebäudeinneren lag ein Schwerpunkt dieser Baumaßnahmen ganz offensichtlich auf der Aufwertung der Repräsentationswirkung des Innenhofs, während man auf die Fernwirkung zum Neckartal hin keinen großen Wert mehr legte.
Das Anwesen war bis 1802 im Besitz des Bistums Worms und fiel durch den Reichsdeputationshauptschluss an die Landgrafschaft Hessen-Darmstadt bzw. das spätere Großherzogtum Hessen. Um diese Zeit wurde der Ostflügel zu seinem heutigen Volumen ausgebaut und das Torhaus erhielt beim Durchbruch der Mathildenbadstraße zum Marktplatz seine heutige Bauform. 
Im 19. Jahrhundert befand sich eine Tabakfabrik im Anwesen. 1902 bis 1904 wurde der Hof nach Plänen von Adolf Zeller renoviert, wobei man zwar bereits denkmalpflegerische Gesichtspunkte berücksichtigte, aber die vorhandene Struktur des Haupttraktes doch sehr veränderte. Vor allem an der Neckarfront des Gebäudes wurde die alte Fenstersituation mit Ausnahme eines romanischen und dreier gotischer Fenster völlig verändert. Alte Fenster wurden versetzt und neue Fenster wurden in historistischen Formen eingezogen. Der aus Sandsteinplatten gemauerte Balkon wurde völlig neu geschaffen. Wenn auch durch den Umbau von 1902/04 die vorige Fassadensituation verloren ging, so erfolgte er, auch im Inneren, dennoch qualitätvoll und stellt in der Baugeschichte der Anlage einen bedeutenden Schritt dar. Nach 1904 wurde im Gebäude die Großherzoglich-Hessische Oberförsterei eingerichtet. Später bezog eine Lederwarenfabrik die Gebäude. Während dieser Nutzung fanden einige Umbaumaßnahmen statt, die primär zur Verbesserung des Gewerbebetriebs dienten, ohne Rücksicht auf die Bausubstanz zu nehmen. Zu nennen sind insbesondere rücksichtslose Fenstereinbrüche zur besseren Ausleuchtung der Arbeitsräume.
1979 erwarb die Stadt Bad Wimpfen das weiterhin von der Lederfabrik genutzte Anwesen vom Land Hessen. Eine erste bauhistorische Untersuchung erfolgte noch während der teilgewerblichen Nutzung der Anlage 2000/01 durch Markus Numberger. Nach dem Auszug der bisherigen Mieter schloss sich 2004 eine bauhistorische Voruntersuchung mit Hinblick auf eine künftige Nutzung an.
In den Jahren 2009/10 wurde der Wormser Hof umfassend renoviert. Die Zehntscheuer wird schon seit längerem von örtlichen Vereinen verwendet, für die sanierten Hauptgebäude ist eine öffentliche Nutzung als Bürgerhaus oder Bibliothek im Gespräch.

## Beschreibung

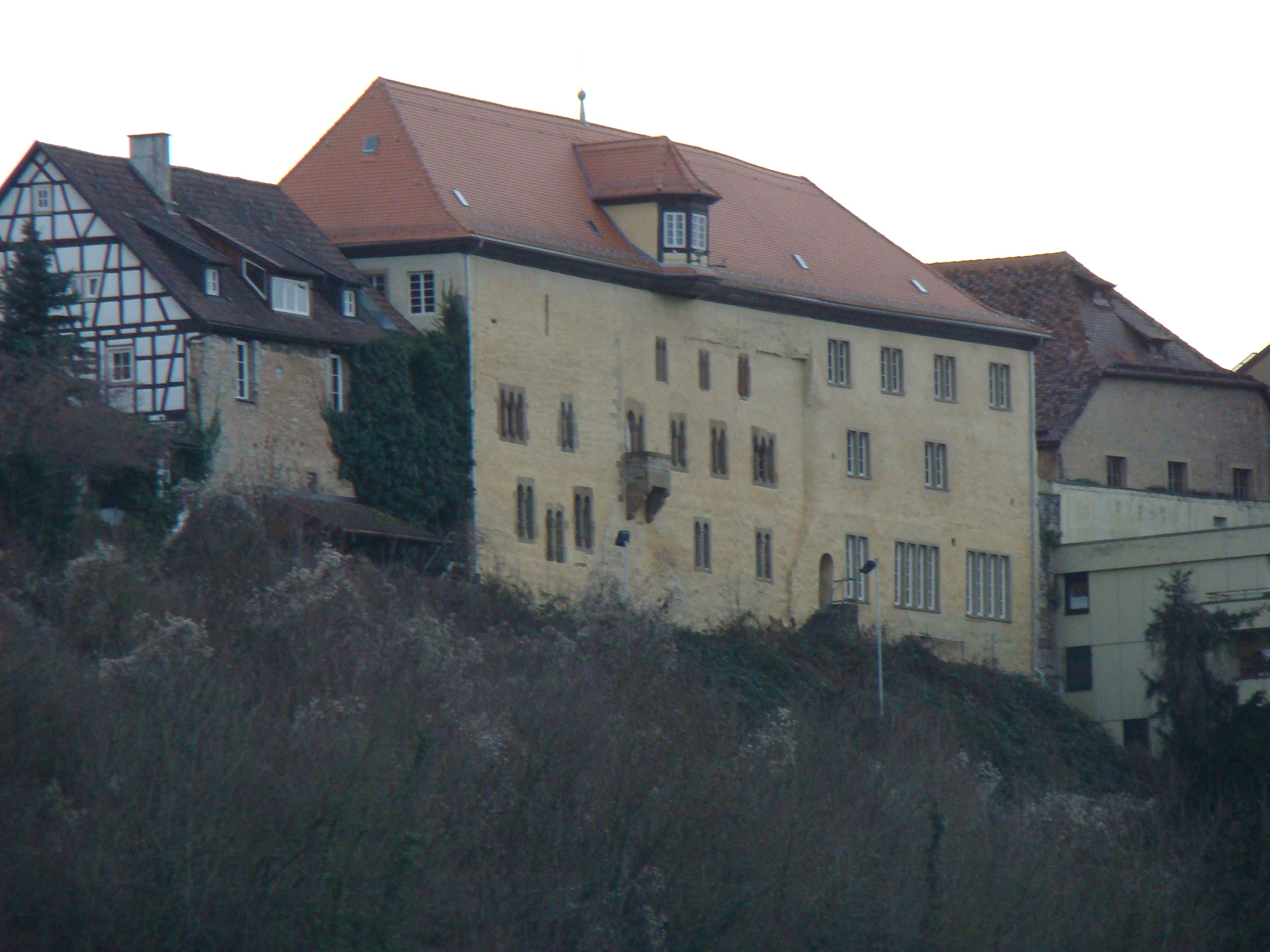
Die Nordostfassade zum Neckartal hin weist mehrere spitzbogige Doppelfenster auf

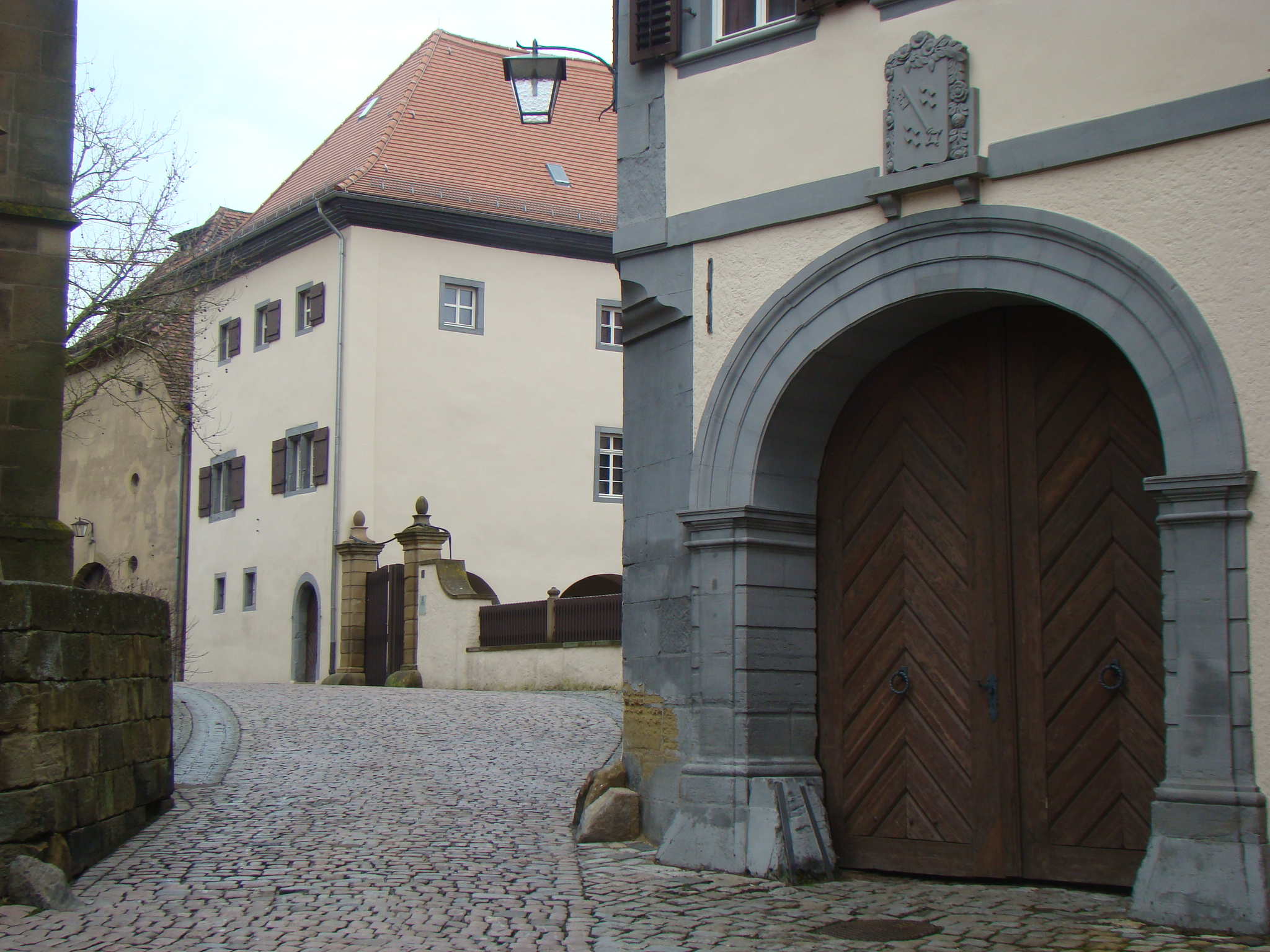
Durchbruch der Mathildenbadstraße zum Marktplatz, Blick auf das Torhaus des Wormser Hofes, dahinter Renaissancebau und Zehntscheune

Der Wormser Hof ist ein unregelmäßiges dreiflügeliges Anwesen, das sich zur Stadtkirche hin öffnet. Der gesamte Komplex besteht aus sieben Baukörpern, nach Norden zum steil abfallenden Neckartal hin mit der Stadtmauer vereinigt. Die U-förmige Anlage war einst durch ein Nebengebäude auch zur Stadtkirche hin nahezu geschlossen.
Das Hauptgebäude ist ein dreiteiliger dreigeschossiger Bau mit Walmdach, der größtenteils massiv errichtet und verputzt ist. Der Ostteil des Hauptgebäudes („Romanischer Bau“) stammt aus der Zeit um 1200. Einst handelte es sich wohl um einen viergeschossigen Bau, der durch die Baumaßnahmen von 1716/18 zu einem dreigeschossigen Bau mit größeren Geschosshöhen umgebaut wurde. Die beiden unteren ursprünglichen Geschosse wurden wohl noch als Kern der Anlage kurz vor 1200 errichtet, die beiden oberen Geschosse um 1200 bis 1220. Der Mittelteil („Frühgotischer Bau“) des Hauptgebäudes stammt aus dem dritten Viertel des 13. Jahrhunderts und entstand in zeitlicher Nähe zur Stadtmauer, der Westteil („Kelterhaus“) wurde schließlich im 15. Jahrhundert angefügt. Das geschlossene Erscheinungsbild des Hauptbaus zum Hof mit profilierten Sandsteingewänden an Türen und Fenstern von Erd- und erstem Obergeschoss sowie den kleinen rechteckigen Fenstern im zweiten Obergeschoss sind Produkt der Umbaumaßnahmen des 18. Jahrhunderts. Dass es sich überhaupt um drei Baukörper handelt, ist noch am ehesten an der Nordfassade zum Neckar hin zu erkennen, wo eine frühere Eckquaderung den Abschluss des romanischen zum frühgotischen Bau markiert und wo ein deutlicher Mauerabsatz zwischen dem frühgotischen Bau und dem Kelterhaus sichtbar ist. Die Fenstersituation der Nordfassade ist durch mehrere Umbauten empfindlich gestört und entspricht nicht mehr der ursprünglichen Fensteranordnung. Im unteren Bereich von romanischem und frühgotischem Bau befinden sich rundbogige, im oberen Bereich spitzbogige Doppelfenster. Das Kelterhaus weist moderne rechteckige Fenstereinbrüche auf.
Der dreigeschossige Westflügel („Renaissancebau“) mit Walmdach wurde um 1560 erbaut. Die südliche und westliche Außenwand sind noch bauzeitlich, der Rest des Gebäudes wurde während der Umbauten des frühen 18. Jahrhunderts weitgehend erneuert. Neben dem Westflügel steht durch eine Brandgasse von dem Hofkomplex getrennt die zum Wormser Hof gehörende Zehntscheuer mit Krüppelwalmdach. 
Der zweigeschossige Ostflügel zum Marktplatz hin besteht ebenfalls aus drei Bauteilen mit Walmdach. Sein an den Hauptbau angebauter Nordteil bildete einst den Kellerabgang und stammt aus dem 15. Jahrhundert, das Torhaus im Kern aus der Mitte des 16. Jahrhunderts. Der zum Hof hin unten offene und im Obergeschoss mit Fachwerk und rundbogigen Fenstern gestaltete Mittelteil des Ostflügels sowie Teile die heutige Gestalt des Torhauses mit korbbogigen Torgewänden stammen aus dem 18. Jahrhundert.
Die Anlage gilt als dokumentarisch wertvoll für die Wimpfener Bau- und Herrschaftsgeschichte und ist als Kulturdenkmal nach § 28 DSchG denkmalgeschützt.